# Richard Dawkins Foundation for Reason and Science

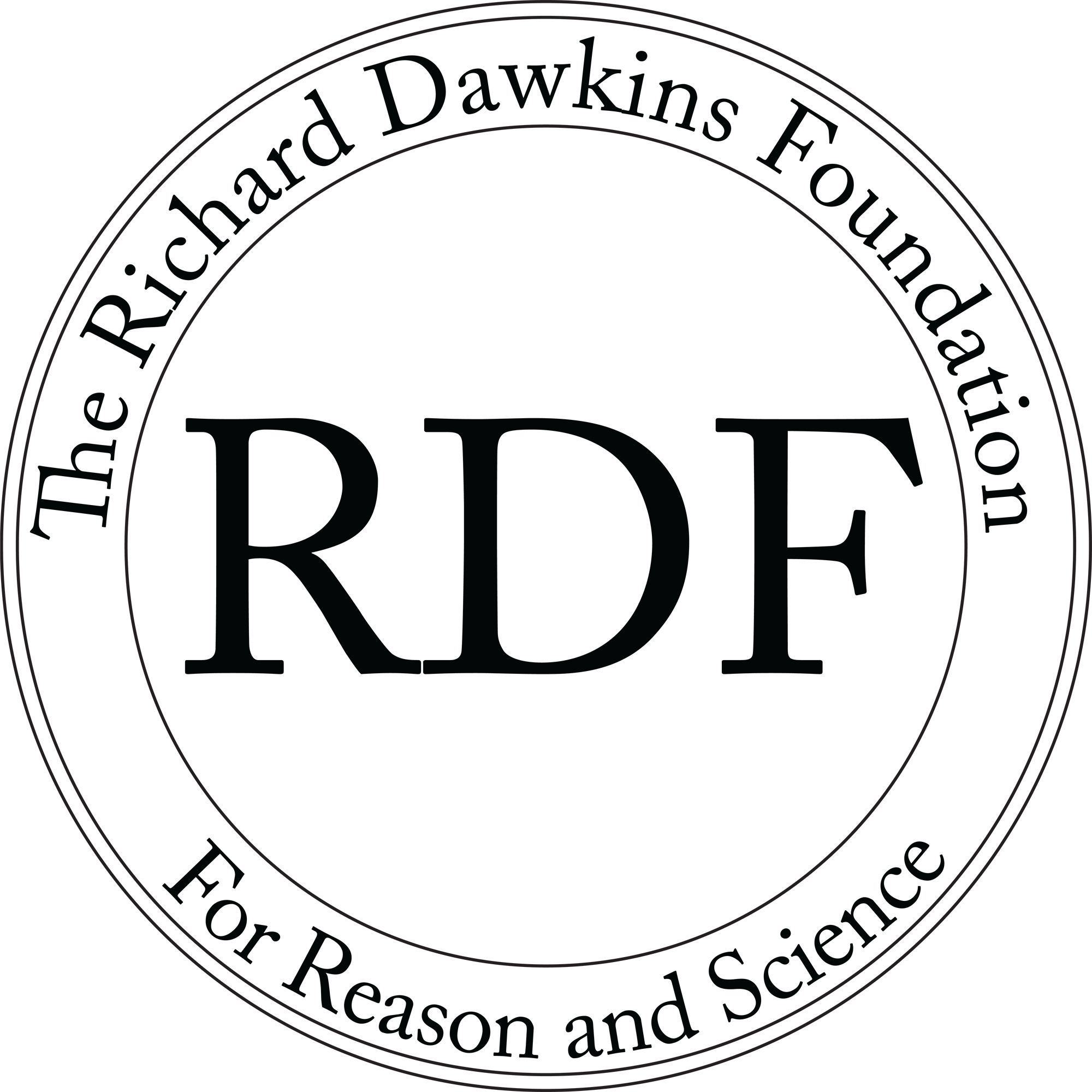
Logo der RDF.

Die Richard Dawkins Foundation for Reason and Science (RDFRS oder RDF), auf Deutsch Richard-Dawkins-Stiftung für Vernunft und Wissenschaft, ist eine Non-Profit-Organisation, die 2006 von dem Biologie-Professor Richard Dawkins gegründet wurde und sich dem Säkularismus verpflichtet fühlt. Vorsitzende sind Richard Dawkins und Claire Enders in Großbritannien und Edwina Rogers (Geschäftsführerin) und J. Anderson Thomson (Beauftragter) in den USA.
Die RDFRS beschreibt ihre Mission auch als die Förderung von kritischem Denken, wissenschaftlicher Erziehung sowie faktenbasiertem Verstehen des Universums. Dabei möchte sie laut Absichtserklärung religiösen Fundamentalismus, Aberglauben, Intoleranz und menschliches Leid überwinden.
Am 2. April 2007 wurde auf die Website ein Online-Shop geschaltet, der unter anderem die Dawkins-Vorlesungen Growing Up in the Universe von 1991 oder die Diskussion von Richard Dawkins mit Daniel Dennett, Sam Harris und Christopher Hitchens auf (The Four Horsemen) DVD anbietet.
Gemeinsam mit der Organisation Freedom From Religion Foundation initiierte die Richard Dawkins Foundation das Clergy-Projekt, eine Website, auf der sich Menschen anonym austauschen können, die ihre Religion verlassen haben.
2016 wurde die RDF mit dem Center for Inquiry vereinigt.